# 엘 쿠아르테토 데 노스
엘 쿠아르테토 데 노스(스페인어: El Cuarteto de Nos)는 우루과이의 록 밴드이다. 2012년에 발표한 앨범 《Porfiado》로 그래미상을 수상하였다.

## 앨범
- 《El Cuarteto de Nos - Alberto Wolf》 (1984)
- 《Soy una arveja》 (1986)
- 《Emilio García》 (1988)
- 《Canciones del Corazón》 (1990)
- 《Otra Navidad en las Trincheras》 (1994)
- 《Barranca Abajo》 (1995)
- 《La misma porquería》 (1995)
- 《El Tren Bala》 (1996)
- 《Revista ¡¡Ésta!!''》 (1998)
- 《Cortamambo》 (2000)
- 《El Cuarteto de Nos》 (2004)
- 《Raro》 (2006)
- 《Bipolar》 (2009)
- 《Porfiado》 (2012)